# Arturo Hammersley
Arturo Hammersley (* 21. Mai 1922 in Valparaíso; † 1. September 2014) war ein chilenischer Skirennläufer.

## Biographie
Hammersley stammte aus einer sportbegeisterten Familie. Sein Vater Rodolfo Hammersley war 1912 als Leichtathlet Teil der ersten chilenischen Mannschaft bei Olympischen Sommerspielen. Sein Bruder Andrés war erfolgreicher Tennisspieler. 1948 war Arturo Hammersley Teil der ersten chilenischen Mannschaft die an Olympischen Winterspielen teilnahm. In St. Moritz erreichte er als bestes Ergebnis den 54. Platz im Slalom.
1956 nahm er ein zweites Mal an Olympischen Winterspielen teil. Mit Rang 51 im Slalom gelang ihm damit sein bestes Ergebnis bei einem internationalen Großereignis. Danach ist er als Rennläufer nicht mehr in Erscheinung getreten.

## Erfolge

### Olympische Winterspiele
- St. Moritz 1948: 54. Slalom, 57. Kombination, 74. Abfahrt
- Cortina d’Ampezzo 1956: 51. Slalom, 79. Riesenslalom